# Diversidad sexual en Guam
Los derechos de las personas lesbianas, gais, bisexuales, transgénero y queer (LGBTQ) en Guam han mejorado significativamente en las últimas décadas. La actividad sexual entre personas del mismo sexo fue despenalizada en 1978, y el matrimonio igualitario está permitido desde junio de 2015. El territorio estadounidense ahora cuenta con protecciones contra la discriminación laboral, tanto por orientación sexual como por identidad de género. Además, la ley federal contempla la cobertura de delitos de odio desde 2009. Los cambios de género son legales en Guam, siempre que el solicitante se haya sometido a una cirugía de reasignación de sexo.

## Historia
El pueblo chamorro ha aceptado tradicionalmente la homosexualidad y a las personas transgénero. La sociedad chamorro era muy tolerante sexualmente, donde la homosexualidad nunca se consideró un tabú, sino que se daba por sentado como parte de la vida. La palabra chamorro para hombre gay es mamflorita' (literalmente, «pequeñas flores»), mientras que una lesbiana es malalahi (literalmente, «mujeres que actúan como hombres»).
Tras la colonización española en el siglo XVII y la posterior occidentalización y americanización de Guam en el siglo XX, Guam incorporó los conceptos occidentales de sexualidad y género, que hasta hace poco estigmatizaban a las personas LGBTQ+. En 1900, el Gobernador Naval de Guam publicó una orden por la cual «se prohíbe a los varones de la comunidad de las Islas Carolinas en Guam aparecer en público desnudos, como es habitual, o con la decoración de "cuerda y bolsa"». En 1933, el Gobernador Naval promulgó un nuevo código penal; idéntico al de California, prohibía la sodomía, la felación (sexo oral) y el cunnilingus, tanto heterosexual como homosexual, con penas de entre uno y diez años de prisión. El único caso de sodomía denunciado en Guam ocurrió a principios de la década de 1950. El caso, conocido como Pennington contra el Gobierno (Pennington v. Government), resultó en una victoria para el acusado, acusado de participar en un acto de sodomía, pero únicamente por motivos procesales. El Tribunal de Apelaciones del Noveno Circuito sostuvo que el tribunal de primera instancia no había tenido autoridad para juzgar a Pennington sin jurado.
Los actos homosexuales privados, entre adultos, consensuales y no comerciales son legales en Guam desde la reforma del Código Penal de 1978.

## Reconocimiento de las relaciones entre personas del mismo sexo
Guam se convirtió en el primer territorio de ultramar de Estados Unidos en reconocer y celebrar matrimonios entre personas del mismo sexo en junio de 2015. El 5 de junio de 2015, la jueza presidenta Frances Tydingco-Gatewood del Tribunal de Distrito de los Estados Unidos para el Distrito de Guam dictaminó que la prohibición de matrimonio entre personas del mismo sexo en Guam era inconstitucional. Citó la decisión del Tribunal de Apelaciones del Noveno Circuito en el caso Latta v. Otter, que anuló prohibiciones idénticas en Idaho y Nevada. El territorio comenzó a emitir licencias de matrimonio a parejas del mismo sexo cuatro días después. La Asamblea Legislativa de Guam aprobó la Ley de Igualdad Matrimonial de Guam de 2015 el 11 de agosto de 2015, declarando la neutralidad de género en las leyes matrimoniales de Guam.
En 2009, se presentó en la Asamblea Legislativa de Guam una medida que habría otorgado a las parejas del mismo sexo algunos de los mismos derechos y responsabilidades legales que a las parejas casadas de distinto sexo. Esta medida no se sometió a votación.

## Adopción y planificación familiar
Tras la legalización del matrimonio entre personas del mismo sexo en Guam, también se ha permitido la adopción por parejas del mismo sexo. Además, las parejas de lesbianas tienen acceso a servicios de reproducción asistida, como la fertilización in vitro. Guam reconoce al progenitor no genético ni gestante como progenitor legal de un niño nacido mediante inseminación artificial con donante, pero solo si los progenitores están casados.
En mayo de 2017, el Departamento de Salud Pública y Servicios Sociales de Guam anunció que incluiría los nombres de ambos cónyuges en los certificados de nacimiento de los niños con progenitores del mismo sexo.

## Protección contra la discriminación y ley contra delitos de odio
En agosto de 2015, la Asamblea Legislativa de Guam aprobó por unanimidad el Proyecto de Ley 102-33, que prohíbe la discriminación por orientación sexual e identidad o expresión de género en el empleo. También prohíbe la discriminación contra empleados públicos por su sexualidad o identidad. La ley federal abarca los delitos de odio por orientación sexual e identidad de género desde 2009, bajo la Ley de Prevención de Crímenes de Odio Matthew Shepard y James Byrd Jr.

## Derechos de las personas transgénero
Para que las personas transgénero puedan cambiar su género legal en Guam en su certificado de nacimiento, deben proporcionar a la Oficina de Estadísticas Vitales una declaración jurada de un médico que acredite que se han sometido a una cirugía de reasignación de sexo. Posteriormente, la Oficina modificará el certificado de nacimiento del solicitante. El Supervisor de la División de Vehículos Motorizados emitirá una licencia de conducir modificada tras recibir una declaración jurada de un médico que acredite que el sexo del solicitante se ha modificado quirúrgicamente.
En mayo de 2018, el senador Fernando Esteves presentó un proyecto de ley para facilitar el cambio de género legal para las personas transgénero. Según el proyecto de ley, las personas transgénero que deseen un cambio de género legal tendrían que obtener autorización judicial y enviar a la Oficina de Estadísticas Vitales una carta que confirme su identidad de género. La carta también debía incluir documentación de un psicólogo certificado, trabajador social, terapeuta u otro profesional con licencia que confirmara que la solicitud del solicitante refleja su sexo o identidad de género; no se habría requerido cirugía. El 13 de diciembre de 2018, la Legislatura decidió posponer la votación del proyecto de ley hasta que se resolvieran los problemas relacionados con los procesos médicos y policiales, pero el proyecto finalmente fracasó el 17 de diciembre, al ser rechazado por 6 votos a 7.

## Donación de sangre
Desde 2023, la Administración de Alimentos y Medicamentos permite legalmente la donación de sangre a hombres homosexuales y bisexuales, siempre que sean monógamos.

## Condiciones de vida
Guam se considera un estado tolerante y tolerante con las personas LGBTQ+, con muy pocos informes de discriminación o acoso social. Según una encuesta realizada en abril de 2015 por estudiantes de la Universidad de Guam, el 55 % de los residentes de Guam estaba a favor del matrimonio entre personas del mismo sexo, el 29 % se oponía y el 16 % estaba indeciso.
Desde la década de 1990, ha existido una visible escena social LGBTQ+, con algunos clubes nocturnos y eventos sociales organizados localmente. El Orgullo de Guam se celebra anualmente desde 2017, atrayendo a cientos de personas.
Guam es miembro de la Asociación Internacional de Viajes para Gays y Lesbianas y recientemente ha comenzado a promocionarse como un destino turístico para personas LGBTQ+.